# Върховен съд (Полша)
Върховният съд на Полша (на полски: Sąd Najwyższy) е върховният орган на съдебната власт в Полша. Упражнява надзор върху дейността на общите и военните съдилища и извършва други дейности посочени в конституцията на страната и закона за Върховния съд.